# Diplotaxis turgidula
Diplotaxis turgidula är en skalbaggsart som beskrevs av Patricia Vaurie 1960. Diplotaxis turgidula ingår i släktet Diplotaxis och familjen Melolonthidae. Inga underarter finns listade i Catalogue of Life.